# Cashmere Cat
Magnus August Høiberg (Halden, 29 de novembro de 1987), conhecido profissionalmente como Cashmere Cat, é um DJ, produtor e músico norueguês. É conhecido pelas produções de vários artistas, envolvendo a mixagem e a edição de músicas. De 2006 a 2009, representou a Noruega no campeonato DMC World DJ Championships. Seu EP de estreia, Mirror Maru, lançado em outubro de 2012, ganhou o reconhecimento de inúmeros produtores. Seu primeiro álbum de estúdio, 9, foi lançado em 28 de abril de 2017.

## Carreira

### 2006-2015 - precedentes,Mirror MarueWedding Bells
Antes de dar início à carreira musical, Magnus representou a Noruega no campeonato DMC World DJ Championships de 2006 a 2009, sob o pseudônimo DJ Final. Anos depois, lançou seu EP, Mirror Maru, em outubro de 2012.' A diversidade musical apresentada no seu EP ganhou o reconhecimento e consideração de grandes produtores da indústria musical, como Hudson Mohawke, Rustie e Gilles Peterson. A faixa-título do EP foi incluída na trilha sonora do jogo Grand Theft Auto V, em 2013.
Ganhou maior admiração após a edição da cannção "No Lie", do rapper 2 Chainz, sendo listado na revista VIBE como "25 Awesome Genre-Benders of 2012".  Em janeiro de 2013, o músico Benny Blanco convidou Cashmere para Los Angeles, a fim de uma colaboração de produção musical em seus primeiros shows pelos Estados Unidos. No mesmo verão, mudou-se para o povoado de Manhattan.
Quase um ano depois de sua mudança, já em 11 de fevereiro de 2014, lançou o seu segundo EP, Wedding Balls. Em agosto, produziu e colaborou com a canção Be My Baby, que fez parte do álbum do segundo álbum de estúdio da cantora Ariana Grande. Durante a The Honeymoon Tour, foi um dos responsáveis pela abertura da turnê. A canção Adore, de sua autoria, foi performada durante a turnê da cantora.

### 2016-presente:9e outras contribuições
Em 28 de fevereiro de 2016, Cashmere confirmou que seu primeiro álbum de estúdio, inicialmente intitulado como Wild Love, seria lançado no ano de 2016. Em 29 de julho do mesmo ano, participou da co-produção da canção Wolves, juntamente com Sinjin Hawke, do sétimo álbum de estúdio do rapper Kanye West. Em 26 de agosto, Wild Love foi lançada como single principal do álbum de estúdio, contando com a participação de The Weeknd e Francis and the Lights. Trust Nobody, em parceria com a cantora Selena Gomez e Tory Lanez, foi lançada em 30 de setembro. Love Incredible, em parceria com a cantora Camila Cabello, foi lançada em 17 de fevereiro de 2017.
No dia 31 de março, o quarto single do álbum, 9 (After Coachella), foi lançado no SoundCloud, com a participação de MØ e SOPHIE. Em 10 de abril, anunciou na sua conta do Twitter que havia mudado o nome do álbum para 9, além de anunciar que a produção estava completa. Durante o mês de abril, a trilha sonora do álbum foi revelada. Posteriormente, divulgou que The Weeknd, Selena Gomez, Francis and the Lights, Tory Lanez, Camila Cabello, MØ, SOPHIE, Kehlani, Kacy Hill, Ariana Grande, Ty Dolla $ign e Jhené Aiko estariam no álbum.

## Discografia

### Álbuns de estúdio
| Título | Detalhe do álbum                                                                                 |
| ------ | ------------------------------------------------------------------------------------------------ |
| 9      | - Lançamento: 28 de abril de 2017 - Gravadora: Interscope, Mad Love - Formatos: Digital download |

## Singles

### Como artista principal
| Título                                                                                        | Ano  | Posições em paradas músicais | Posições em paradas músicais | Posições em paradas músicais | Posições em paradas músicais | Posições em paradas músicais | Posições em paradas músicais | Certificações | Álbum            |
| Título                                                                                        | Ano  | AUS                          | BEL                          | FRA                          | HOL                          | UK                           | EUA                          | Certificações | Álbum            |
| --------------------------------------------------------------------------------------------- | ---- | ---------------------------- | ---------------------------- | ---------------------------- | ---------------------------- | ---------------------------- | ---------------------------- | ------------- | ---------------- |
| "Adore" (featuring Ariana Grande)                                                             | 2015 | —                            | —                            | —                            | —                            | —                            | 93                           |               | Non-album single |
| "Trust Nobody" (featuring Selena Gomez and Tory Lanez)                                        | 2016 | 46                           | 30                           | 174                          | 86                           | 92                           | —                            | - RIAA: ouro  | 9                |
| "Quit" (featuring Ariana Grande)                                                              | 2017 | —                            | —                            | —                            | 81                           | —                            | —                            | - RIAA: ouro  | 9                |
| "Miss You" (with Major Lazer and Tory Lanez)                                                  | 2018 | —                            | 15                           | —                            | 95                           | —                            | —                            |               | Non-album single |
| "—" indica que a gravação não foi incluída nas paradas ou não foi distribuída naquela região. |      |                              |                              |                              |                              |                              |                              |               |                  |

## Prêmios
| Ano  | Organização               | Prêmio               | Trabalho           | Resultado | Ref.   |
| ---- | ------------------------- | -------------------- | ------------------ | --------- | ------ |
| 2016 | Grammy Awards             | Best R&B Song        | Tory Lanez - "LUV" | Indicado  | N/A    |
| 2017 | Spellemannprisen '16      | Producer of The Year | Cashmere Cat       | Venceu    | N/A    |
| 2017 | Spellemann & Music Norway | Eksportprisen '16    | Cashmere Cat       | Indicado  | [ 15 ] |
| 2017 | Electronic Music Awards   | Album of the Year    | 9                  | Indicado  | [ 16 ] |
| 2017 | Electronic Music Awards   | Producer of the Year | Cashmere Cat       | Venceu    | [ 16 ] |
| 2017 | TONO                      | EDVARD-prisen 2017   | Cashmere Cat       | Venceu    | [ 17 ] |